# Tubylczy Amerykanie

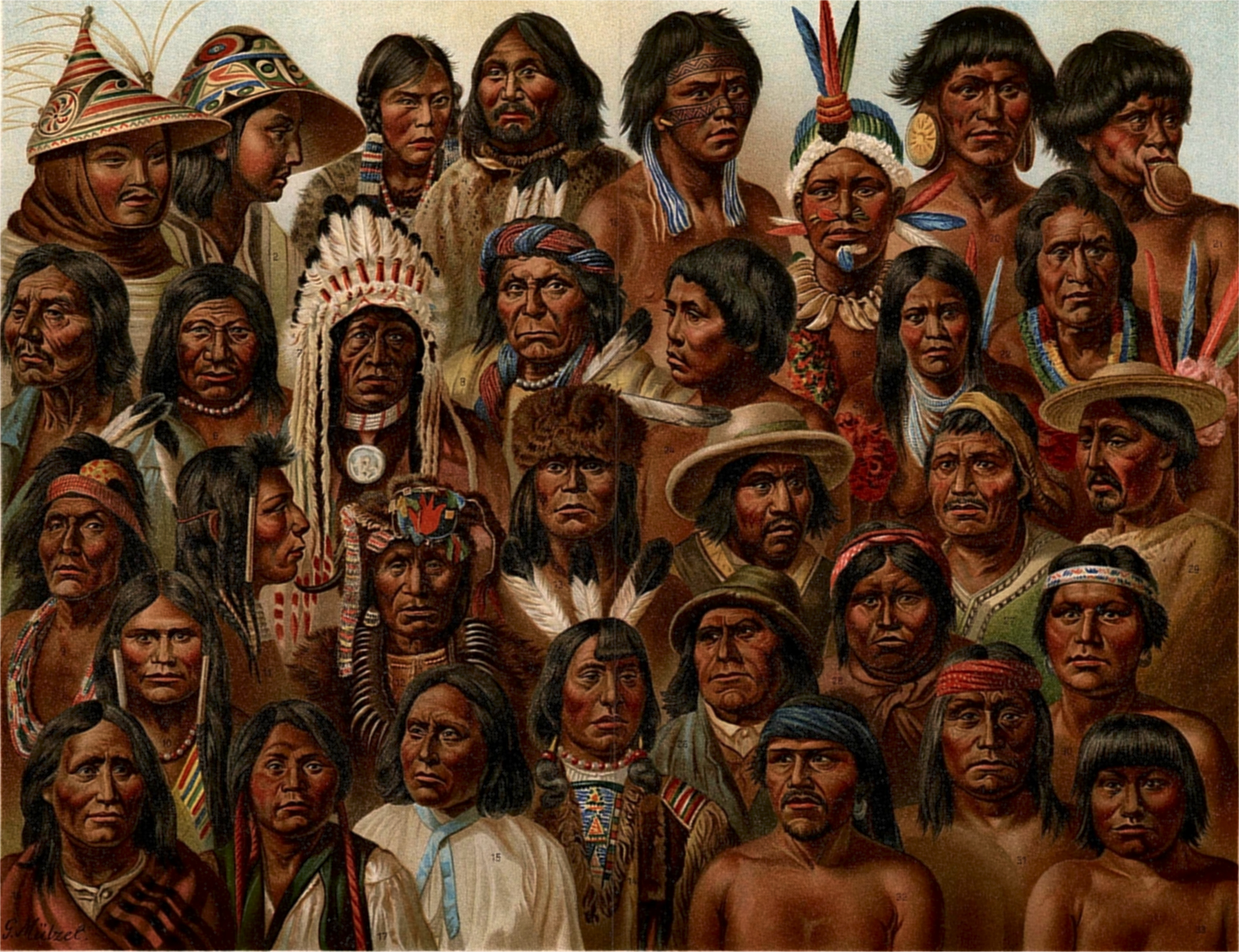
Tubylczy Amerykanie

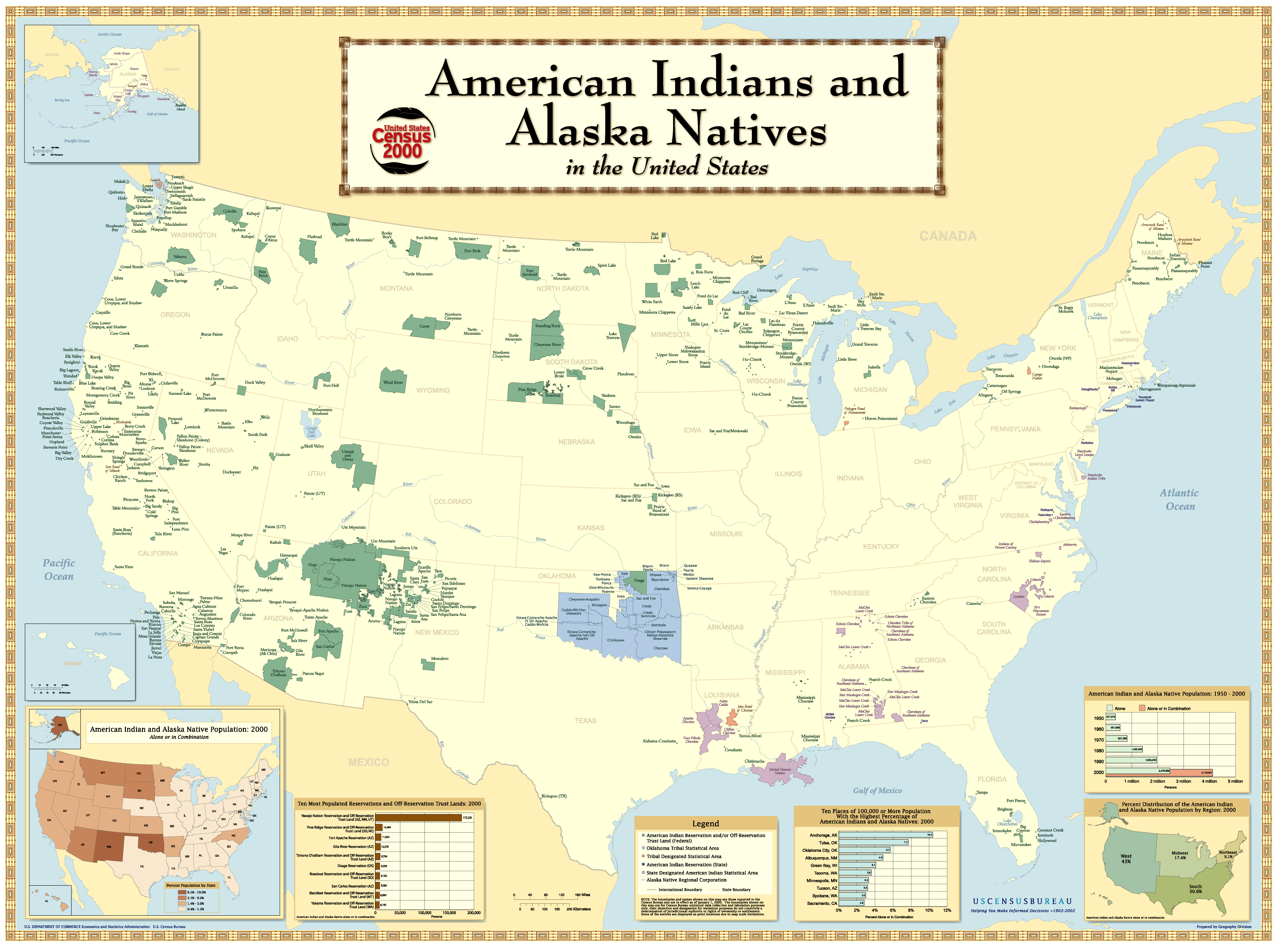
Indianie amerykańscy i tubylcy Alaski (tylko obszar USA)

Tubylczy Amerykanin (inaczej rdzenny Amerykanin, czasem też „rodowity Amerykanin”, ang. Native American) – wieloznaczne pojęcie, które w zależności od autora i kontekstu może oznaczać:
- przedstawiciela autochtonicznej ludności obu Ameryk, czyli ludów tubylczych, które zamieszkiwały Nowy Świat przed początkiem europejskiej kolonizacji. Do tubylczych Amerykanów zalicza się Indian obu Ameryk, Inuitów (Eskimosów) i Aleutów z północnej części Ameryki Północnej, a czasem też tubylczych Hawajczyków i Metysów. Pojęcia „tubylczy Amerykanin” w tym rozumieniu używa się w wielu krajach, w tym w Polsce (gdzie zwykle oznacza w uproszczeniu tyle, co „Indianin”) i w USA (gdzie ma także inne znaczenia).
- członka rdzennej ludności Stanów Zjednoczonych (przedstawiciela amerykańskich Indian lub tubylców Alaski, określanych także łącznie jako AIAN, ang. American Indian/Alaskan Native). Określenia „tubylczy Amerykanin” (ang. Native American) w tym rozumieniu używa się zwłaszcza w USA i Kanadzie (gdzie ma też inne znaczenia). Części Polaków, nieznającej opinii tubylczych społeczności z USA, to preferowane przez wielu amerykańskich Indian pojęcie kojarzy się z „polityczną poprawnością” – podobnie jak nazywanie czarnych potomków niewolników z USA – Afroamerykanami.

- każdą osobę urodzoną w Stanach Zjednoczonych (lub szerzej – na kontynencie amerykańskim, ang. native American), niezależnie od jej pochodzenia (w tym członków jednej z powyższych grup) – w odróżnieniu od osób napływowych (imigrantów do USA lub Ameryki w ogóle).

- członka Native American Party – nacjonalistycznego ruchu politycznego, działającego w USA w połowie XIX w. (zwanego czasami ruchem Know Nothing). W tym rozumieniu określenie to używane jest rzadko i niemal wyłącznie w Stanach Zjednoczonych.